# Koikse
Koikse – wieś w Estonii, prowincji Rapla, w gminie Raikküla.